# Löwenberger Land
Löwenberger Land – gmina w Niemczech w kraju związkowym Brandenburgia, w powiecie Oberhavel, leży ok. 50 km na północ od Berlina.

## Dzielnice
W skład gminy wchodzą następujące dzielnice:
- Falkenthal
- Glambeck
- Grieben
- Großmutz
- Grüneberg
- Gutengermendorf
- Häsen
- Hoppenrade
- Klevesche Häuser
- Liebenberg
- Linde
- Löwenberg
- Nassenheide
- Neuendorf
- Neuhäsen
- Neulöwenberg
- Teschendorf.

## Komunikacja
Na obszarze Löwenberger Land krzyżują się dwie drogi: droga krajowa B167 i droga krajowa B96.